# Josef Kholl
Generálmajor in memoriam Josef Kholl (22. července 1914 Plavsko – 22. září 1944 při útoku na Hyrowu horu (kóta 694) v boji o Duklu), byl československý voják, velitel a bojovník proti nacismu.

## Dětství a mládí
Narodil se na Novém dvoře v Plavsku, školní léta prožil ve Vysoké u Příbramě. V letech 1920–1926 navštěvoval základní školu v Bohutíně, 1926–1933 studoval na reálce v Příbrami. Po maturitě byl odveden do školy dělostřeleckých důstojníků v záloze a pak byl povolán ke studiu do vojenské akademie v Hranicích. V roce 1936 nastoupil Josef Kholl k 38. pěšímu pluku v Berouně. Zde také odpovědně plnil první úkoly v obraně Československa při mobilizaci v roce 1938.

## Odboj a Severní Afrika

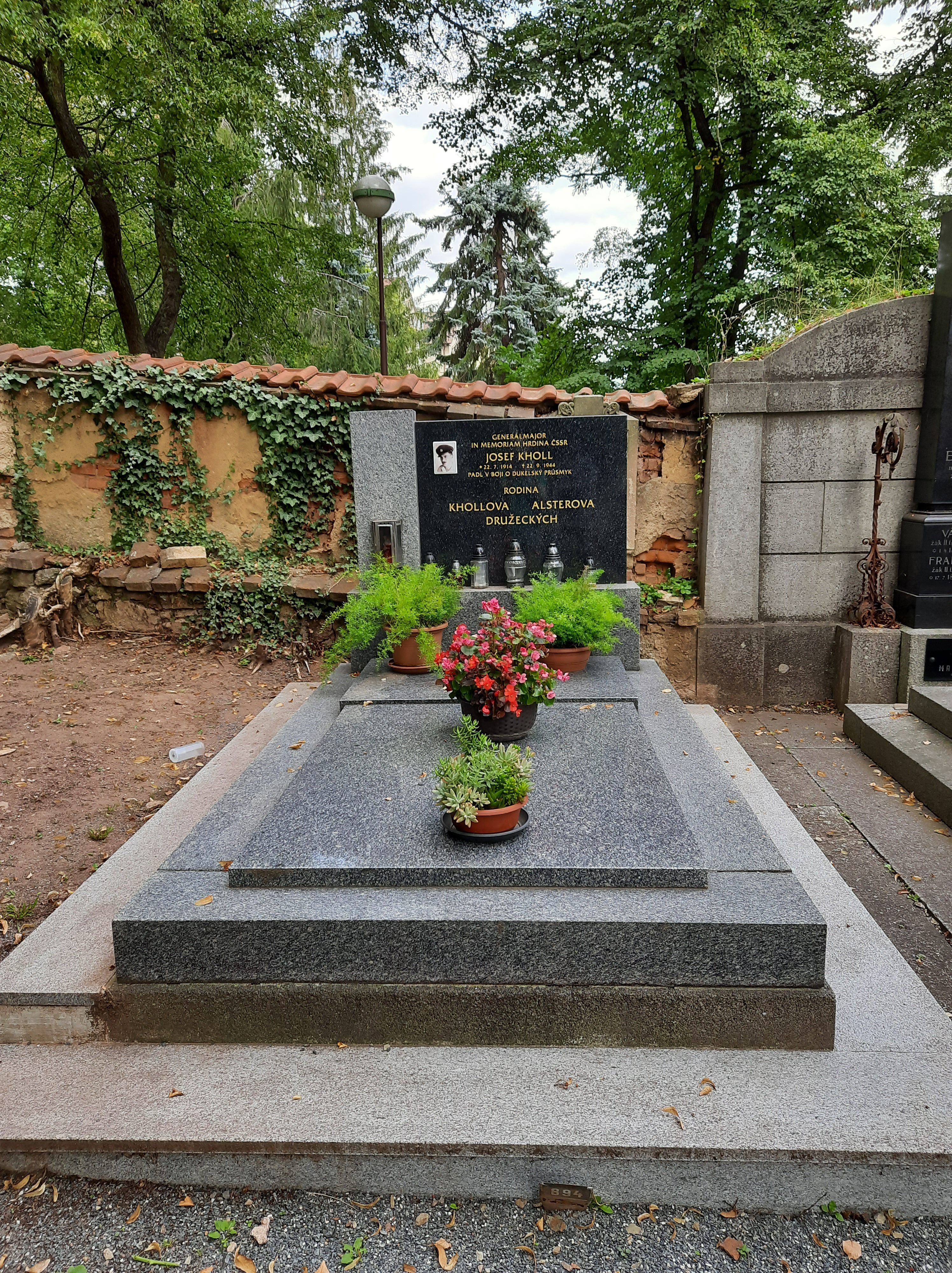
Hrob rodiny Josefa Kholla na Městském hřbitově v Rakovníku

V době okupace se zapojil do ilegální vojenské organizace Obrana národa na Berounsku. Po odhalení činnosti ilegální skupiny se Josefu Khollovi podařilo uniknout přes Slovensko, Maďarsko a Jugoslávii a přihlásit se u čs. vojenských jednotek na Blízkém východě. Zde se zúčastnil tažení v Západní poušti, v Sýrii a v Libyi. Bojoval rovněž v Tobruku a zúčastnil se protivzdušné obrany Haify. Po skončení bojů čs. jednotek v Africe odešel do nově se formující 1. čs. brigády v SSSR.
Dne 12. října 1943 odjel na frontu ve funkci velitele 1. polního praporu první brigády. Se svými vojáky a po boku Rudé armády se vyznamenal osobní statečností, bystrým a energickým velením v urputných bojích o Kyjev, Bílou Cerekev, Žaškov, pověstnou kótu 534 a Hyrowu horu. Dne 5. listopadu 1943, v době nástupu na Kyjev, nesl se svým praporem hlavní nápor brigády. Mistrně velel praporu – jeho vojáci rozhodným útokem zničili odpory nepřítele na žitomirské silnici, pronikli do hloubky obrany protivníka a znemožnili zničení mostu u nádraží Kyjev I. V útoku pokračovali v noci a na úsvitě 6. listopadu 1943 obsadili část Kyjeva, pronikly až na řeku Dněpr a tím včas a beze zbytku splnili svěřený bojový úkol. Koncem roku 1943 se Josef Kholl zúčastnil se svým praporem bojů v prostoru Bílé Cerekve o vesnici Rudu, kterou osvobodil a v prostoru Dukelského průsmyku vedl svůj prapor v bojích o kótu 534 a při útoku na Hyrowu horu. V úporné bitvě o ni padl 22. září 1944.
Armádní generál Ludvík Svoboda o této události napsal: „Hyrowa hora byla poslední a nejzávažnější překážkou na cestě k naší hranici. Vyžádala si mnoho obětí. Hrdinskou smrtí tam padl i velitel 1. praporu štábní kapitán Kholl. Byl to výtečný velitel, odvážný, dobrý, spravedlivý, vzácný člověk. Dobře si ve všech bojích počínal. Svůj prapor dovedl až na vrchol Hyrowy hory. Při jejím obsazování byl úlomkem granátu zasažen přímo do hlavy.“
V roce 1946 byly jeho ostatky převezeny z Dukly a pohřbeny na městském hřbitově v Rakovníku.

## Vyznamenání
Za svoji statečnost byl Josef Kholl vyznamenán Řádem rudého praporu, vojenským řádem Bílého lva Za vítězství, třemi Československými válečnými kříži 1939, třemi čs. medailemi Za chrabrost, čs. medailí Za zásluhy a řadou dalších vyznamenání.
Ve dnech 25. výročí bojů o Duklu byly zásluhy Josefa Kholla o vítězství nad fašismem oceněny rozhodnutím prezidenta ČSSR ze dne 3. října 1969, kdy mu armádní generál Ludvík Svoboda propůjčil vyznamenání nejvyšší – Zlatou hvězdu hrdiny ČSSR in memoriam. Současně byl Josef Kholl povýšen do hodnosti generálmajora.
Dne 8. května 2025 byl in memoriam vyznamenán Křížem obrany státu ministra obrany České republiky.
| Československý válečný kříž 1939                        | Československý válečný kříž 1939                                     |
| Československý válečný kříž 1939                        | Československý válečný kříž 1939, udělen podruhé                     |
| Československý válečný kříž 1939                        | Československý válečný kříž 1939, udělen potřetí                     |
| Československá medaile Za chrabrost před nepřítelem     | Československá medaile Za chrabrost před nepřítelem                  |
| Československá medaile Za chrabrost před nepřítelem     | Československá medaile Za chrabrost před nepřítelem, udělena podruhé |
| Československá medaile Za chrabrost před nepřítelem     | Československá medaile Za chrabrost před nepřítelem, udělena potřetí |
| Československá medaile za zásluhy, I. stupně - stříbrná | Československá medaile za zásluhy, I. stupně – stříbrná              |
| Vojenský řád bílého lva Za vítězství, Hvězda II. stupně | Vojenský řád bílého lva Za vítězství, Hvězda II. stupně              |
| Hvězda 1939-1945                                        | Hvězda 1939–1945                                                     |
| Africká hvězda                                          | Africká hvězda                                                       |
| Řád Rudého praporu                                      | Řád rudého praporu                                                   |
|                                                         | Kříž obrany státu ministra obrany České republiky                    |

## Připomínky

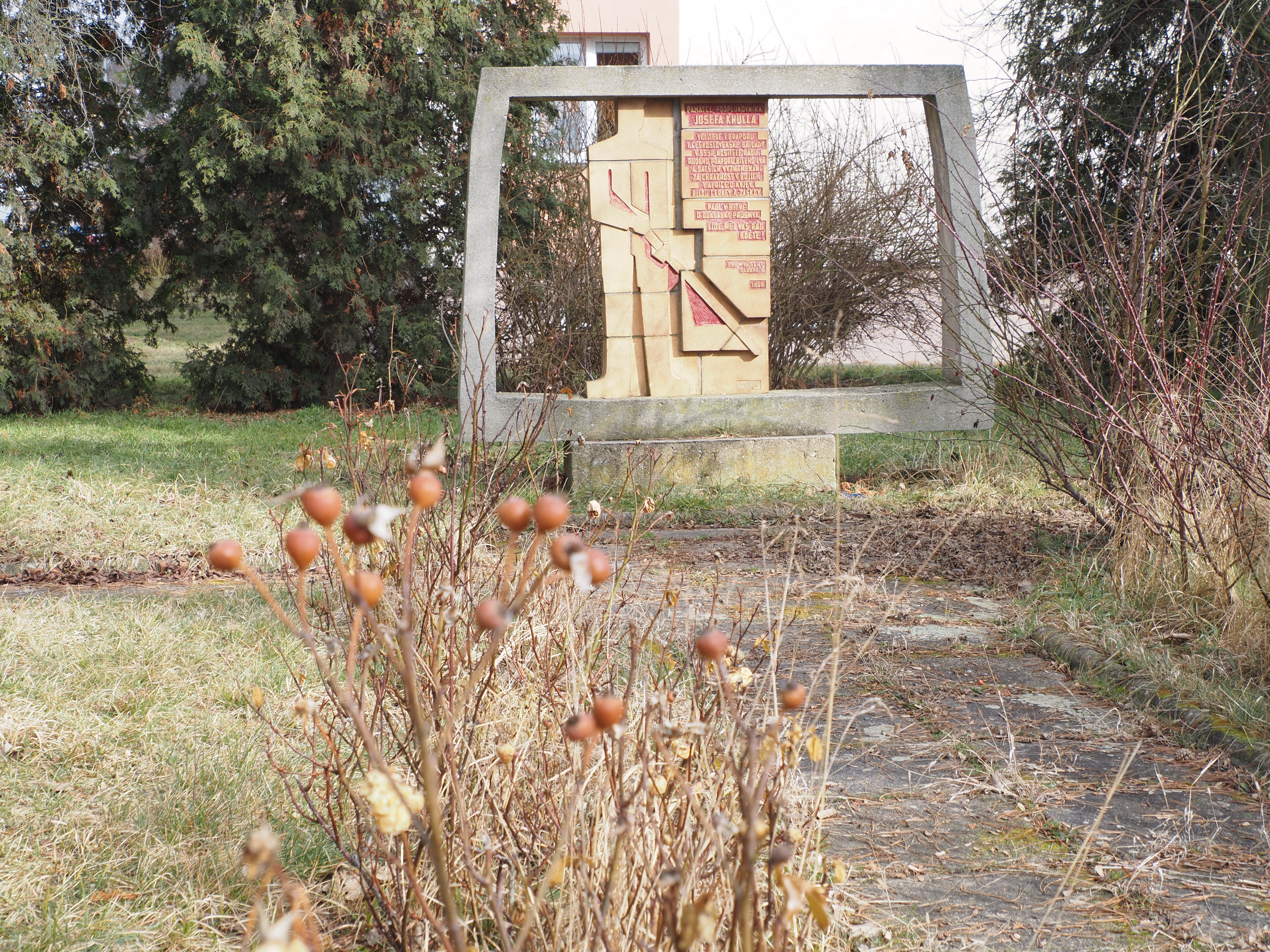
V Rakovníku je po Josefu Khollovi pojmenované sídliště a stejnojmenná ulice, kde se nachází jeho pomník.
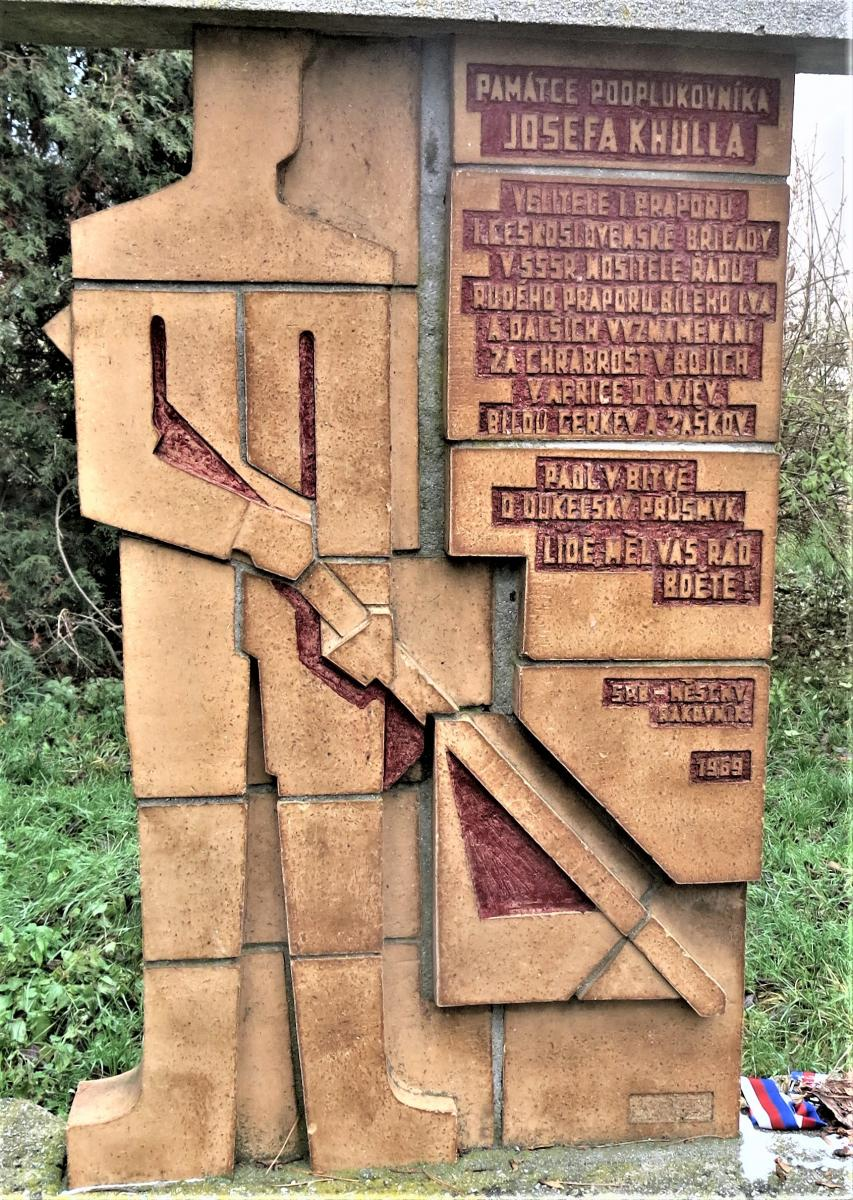
Detail pomníku Josefa Kholla, Rakovník

- V Plavsku má Josef Knoll pamětní desku (Nový Dvůr 97)[5] a na návsi pomník.[6]
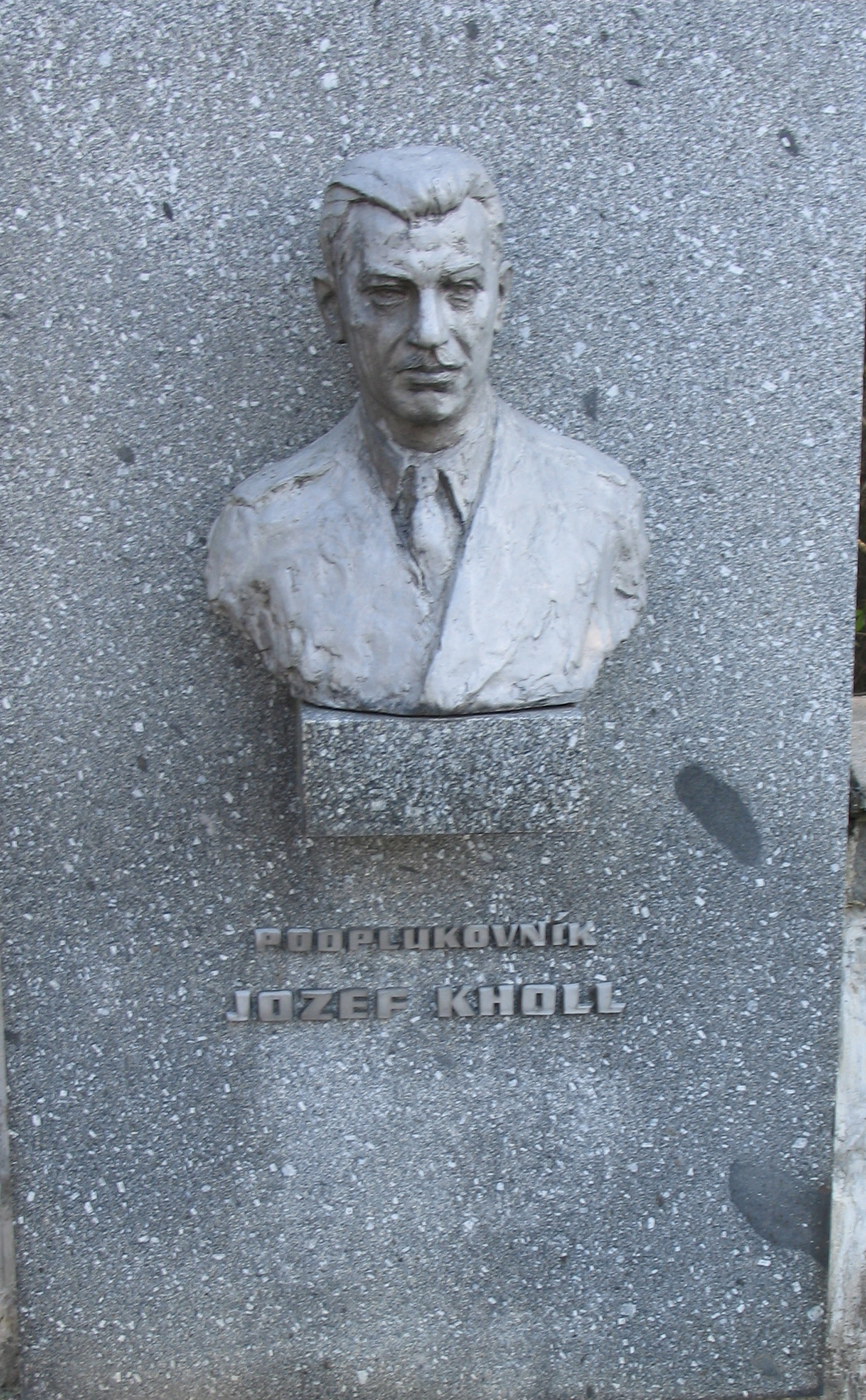
Pamětní deska s bustou Josefa Kholla se na nachází v obci Vyšný Komárnik na Slovensku v tzv. aleji Hrdinů Dukly v areálu památníku Dukelské bojiště a památníky Karpatsko-dukelské operace. Jeho jméno je tam uvedeno rovněž na pamětní desce.
- Dne 22. července 2025, v den výročí 111. narozenin Josefa Kholla, mu byl během slavnostního pietního aktu v obci Vysoká u Příbramě, blízko zámku Vysoká u Příbramě, odhalen pomník.[8]  - Pomník Josefa Kholla v Rakovníku
  - Detail pomníku Josefa Kholla, Rakovník
  - Busta J. Kholla v tzv. aleji Hrdinů Dukly v areálu památníku Dukelské bojiště a památníky Karpatsko-dukelské operace